# Обурден
Обурде́н (фр. Haubourdin) — коммуна во Франции, регион О-де-Франс, департамент Нор, округ Лилль, кантон Фаш-Тюмениль. Пригород Лилля, расположен в 5 км к западу от центра города, на берегу канала Дёль. Через территорию коммуны проходит автомагистраль А25. На юго-востоке коммуны находится железнодорожная станция Обурден линии Лилль−Сен-Поль-сюр-Тернуаз.
Население (2017) — 14 936 человек.

## Достопримечательности
- Шато Дерво (Château Dervaux)
- Церковь Сен-Маклу 1867 года
- Бывший госпиталь Жана Люксембургского
- Монастырь Святой Клары — действующий монастырь, долгое время находился в Лилле, в 1931 году переехал в Обурден
- Вилла Сен-Жерар 1931 года

## Экономика
Структура занятости населения:
- сельское хозяйство — 0,1 %
- промышленность — 15,7 %
- строительство — 11,7 %
- торговля, транспорт и сфера услуг — 33,4 %
- государственные и муниципальные службы — 39,1 %

Уровень безработицы (2017) — 14,8 % (Франция в целом — 13,4 %, департамент Нор — 17,6 %). 

Среднегодовой доход на 1 человека, евро (2017) — 19 300 (Франция в целом — 21 110, департамент Нор — 19 490).

## Демография
Динамика численности населения, чел.

## Администрация
Пост мэра Обурдена с 2019 года возглавляет Пьер Беарель (Pierre Béharelle). На муниципальных выборах 2020 года возглавляемый им правый список одержал победу в 1-м туре, получив 67,89 % голосов.
| Период | Период | Фамилия          | Партия                         | Примечания |
| ------ | ------ | ---------------- | ------------------------------ | ---------- |
| 1965   | 1992   | Поль-Андре Леким | Разные правые                  |            |
| 1992   | 2003   | Жерар Веркамер   | Союз за французскую демократию |            |
| 2003   | 2019   | Бернар Делаби    | Разные правые                  |            |
| 2019   |        | Пьер Беарель     | Разные правые                  |            |

## Города-побратимы
- Юлих, Германия
- Халстид, Великобритания

## Фотогалерея

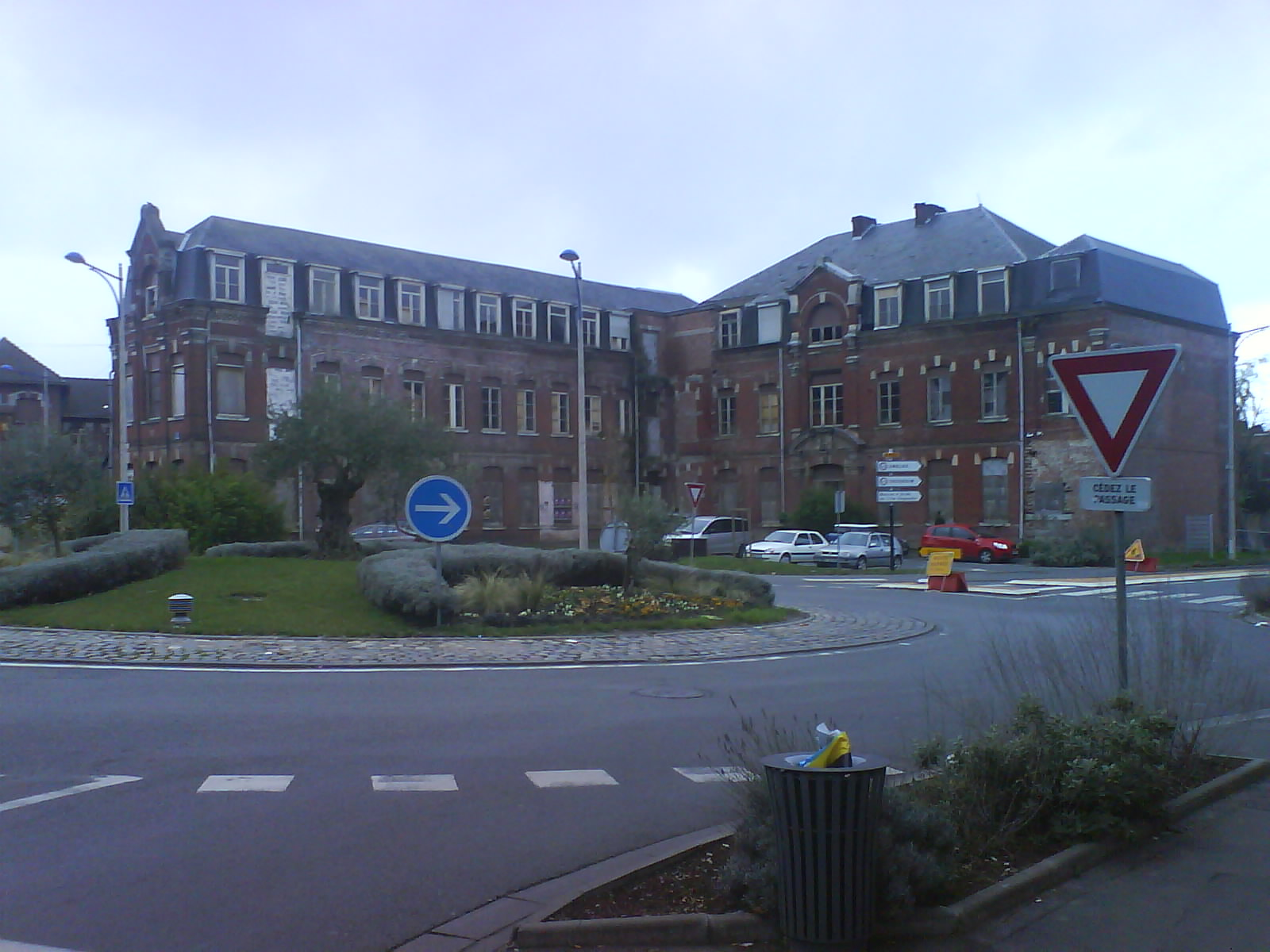
Госпиталь Жана Люксембургского
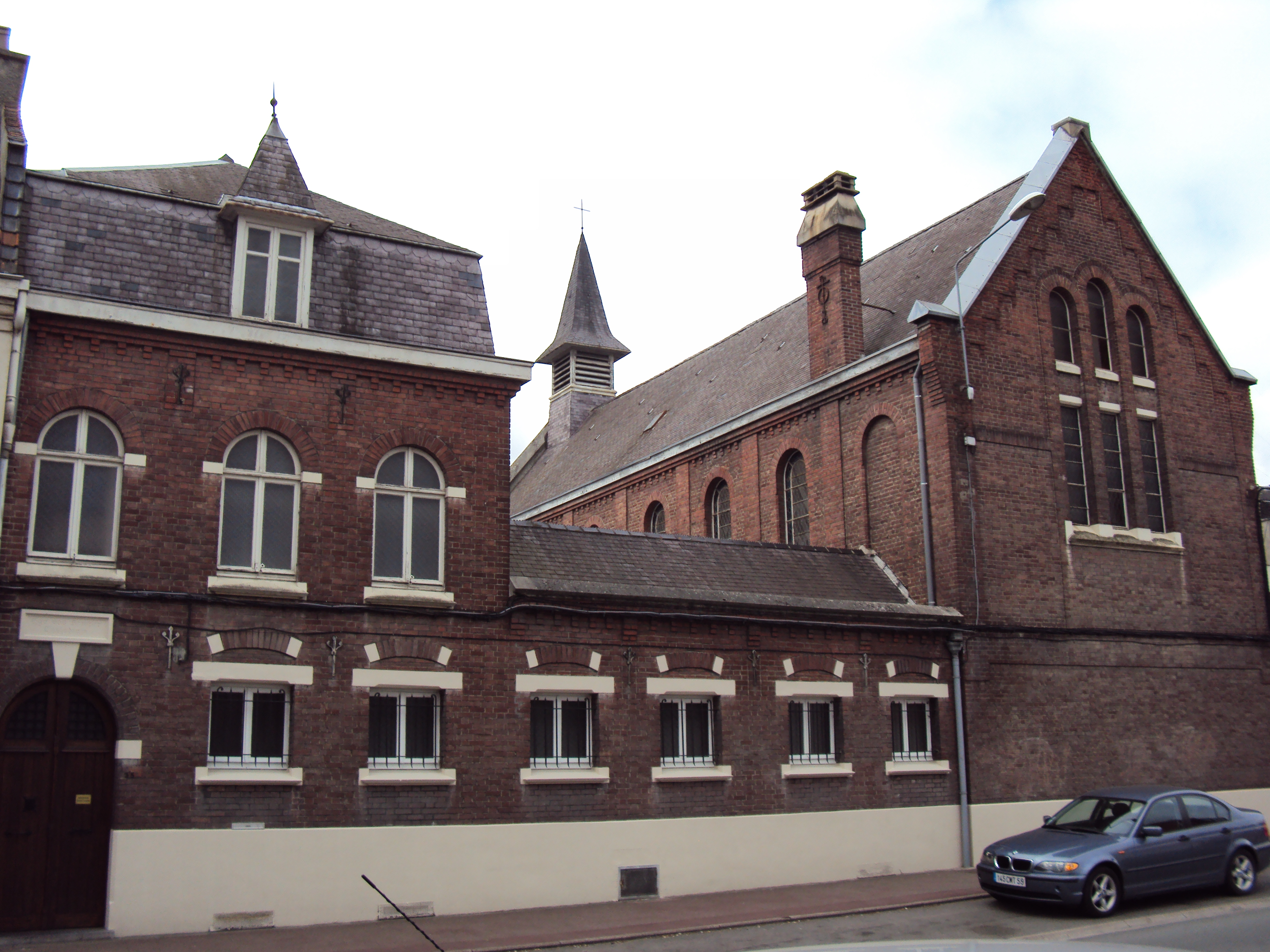
Монастырь Святой Клары
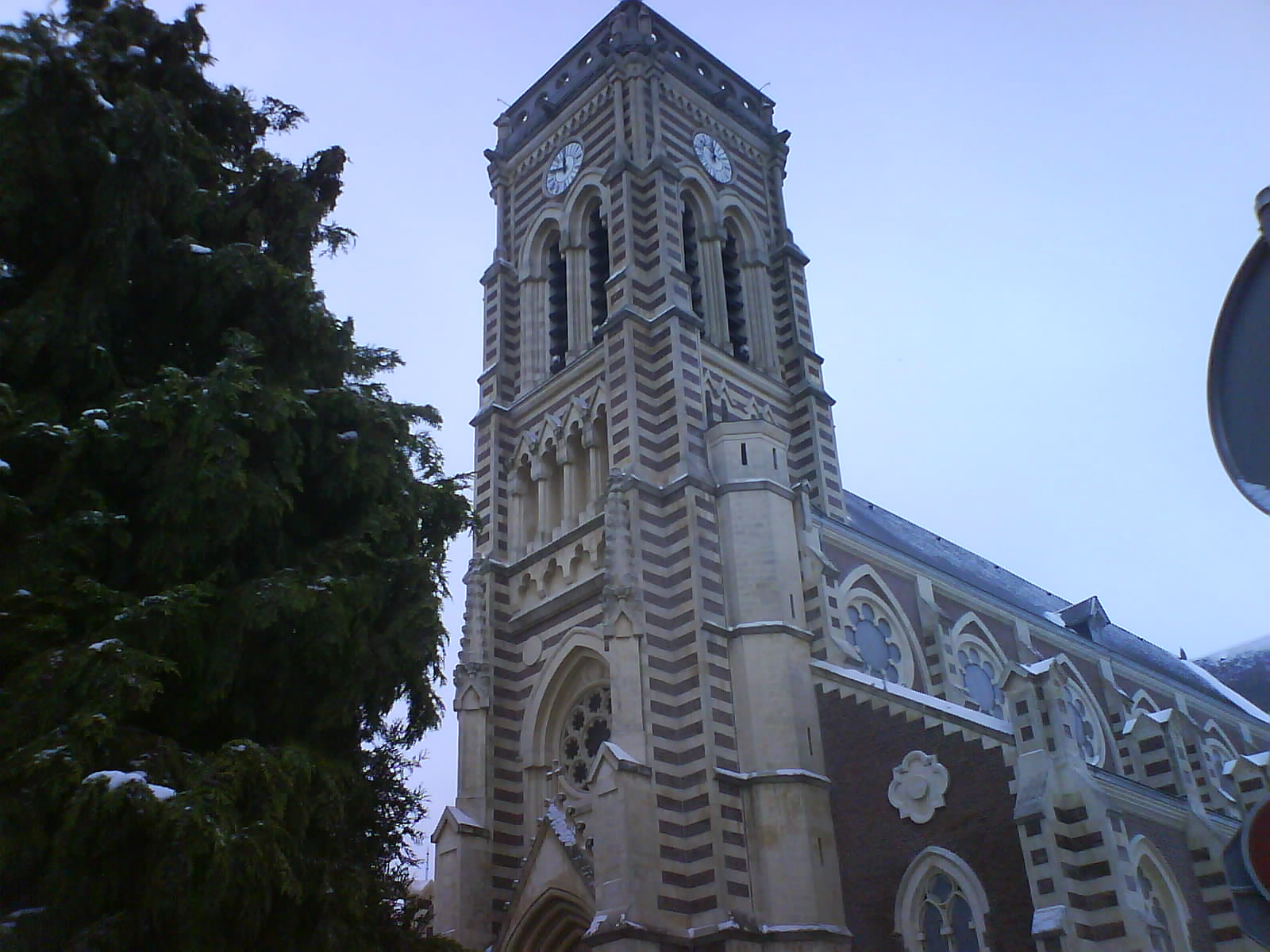
Церковь Святого Маклу
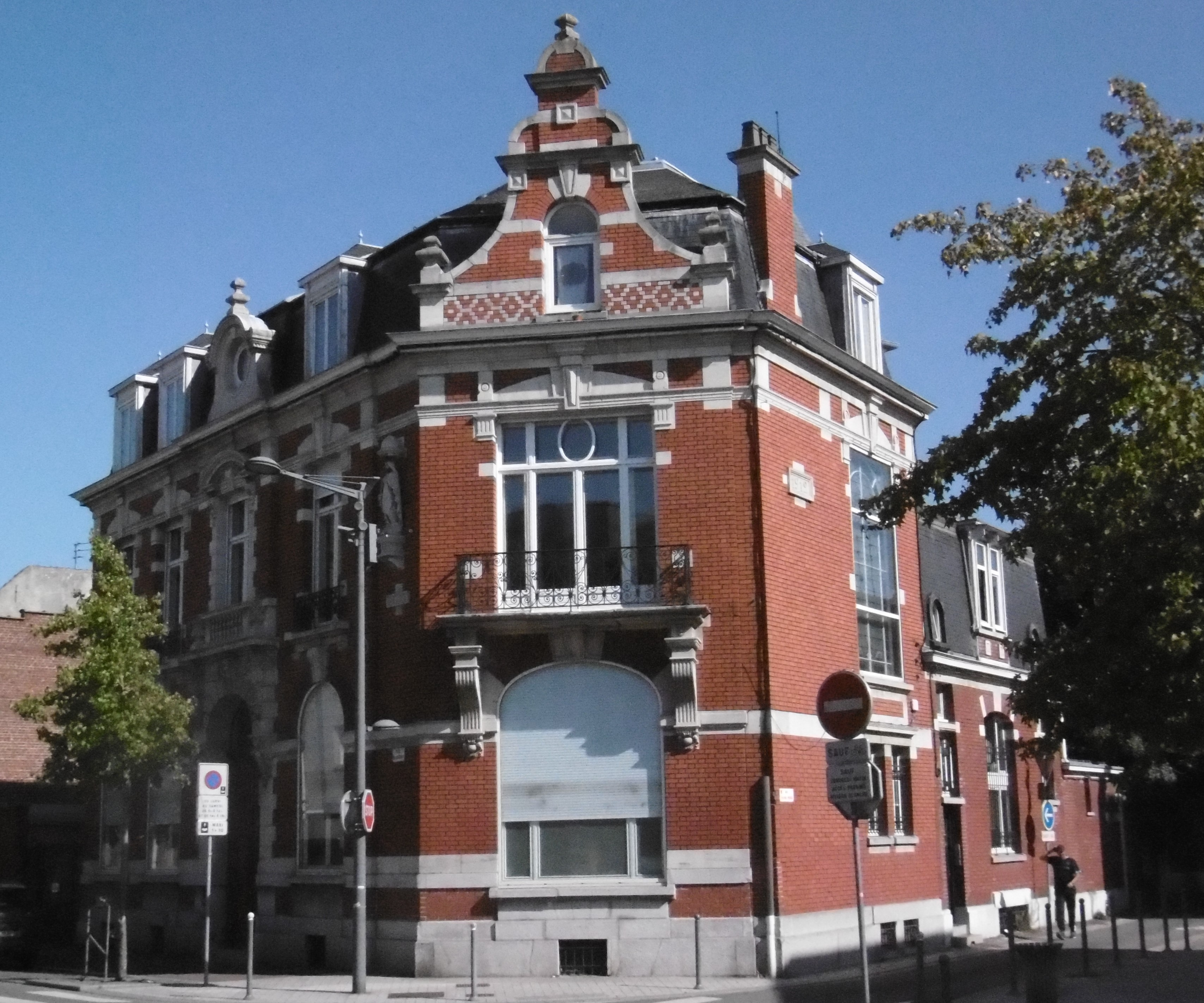
Дом в центре Обурдена